# Língua portuguesa
A língua portuguesa, também designada português, é uma língua indo-europeia românica flexiva ocidental originada no galego-português falado no Reino da Galiza e no norte de Portugal. Com a criação do Reino de Portugal em 1139 e a expansão para o sul na sequência da Reconquista, deu-se a difusão da língua pelas terras conquistadas e, mais tarde, com as descobertas portuguesas, para o Brasil, África e outras partes do mundo. O português foi usado, naquela época, não somente nas cidades conquistadas pelos portugueses, mas também por muitos governantes locais nos seus contatos com outros estrangeiros poderosos. Especialmente nessa altura, a língua portuguesa também influenciou várias línguas.
Durante a Era dos Descobrimentos, marinheiros portugueses levaram o seu idioma para lugares distantes. A exploração foi seguida por tentativas de colonizar novas terras para o Império Português e, como resultado, o português dispersou-se pelo mundo. Brasil e Portugal são os dois únicos países cuja língua primária é o português. É língua oficial em antigas colônias portuguesas, nomeadamente, Moçambique, Angola, Cabo Verde, Guiné Equatorial, Guiné-Bissau e São Tomé e Príncipe, todas na África. Além disso, por razões históricas, falantes do português, ou de crioulos portugueses, são encontrados também em Macau (China), Timor-Leste, em Damão e Diu, nos estados de Goa (Índia) e Malaca (na Malásia, que conta com utilizadores do crioulo kristáng, ou Língua cristã), em enclaves na ilha das Flores (Indonésia), Baticaloa no (Sri Lanka) e nas ilhas ABC no Caribe.
É uma das línguas oficiais da União Europeia, do Mercosul, da União de Nações Sul-Americanas, da Organização dos Estados Americanos, da União Africana e dos Países Lusófonos. Com aproximadamente 300 milhões de falantes, o português é a 5.ª língua mais falada no mundo, a 3.ª mais falada no hemisfério ocidental e a mais falada no hemisfério sul do planeta. O português também é conhecido como "a língua de Camões" (em homenagem a uma das mais conhecidas figuras literárias de Portugal, Luís Vaz de Camões, autor de Os Lusíadas) e "a última flor do Lácio" (expressão usada no soneto Língua Portuguesa, do escritor brasileiro Olavo Bilac). Miguel de Cervantes, o célebre autor espanhol, considerava o idioma "doce e agradável". Em março de 2006, o Museu da Língua Portuguesa, um museu interativo sobre o idioma, foi fundado em São Paulo, Brasil, a cidade com o maior número de falantes do português em todo o mundo.
O Dia Internacional da Língua Portuguesa é comemorado em 5 de maio. A data foi instituída em 2009, no âmbito da Comunidade dos Países de Língua Portuguesa (CPLP), com o propósito de promover o sentido de comunidade e de pluralismo dos falantes do português. A comemoração propicia também a discussão de questões idiomáticas e culturais da lusofonia, promovendo a integração entre os povos desses nove países.

## História

### Origens e período romano
O português teve origem onde hoje é a Galiza e o norte de Portugal, derivado do latim vulgar que foi introduzido no oeste da Península Ibérica há cerca de dois mil anos. Tem um substrato céltico-lusitano, resultante da língua nativa dos povos ibéricos pré-romanos que habitavam a parte ocidental da Península (Galaicos, Lusitanos, Célticos e Cónios). Surgiu no noroeste da Península Ibérica e desenvolveu-se na sua faixa ocidental, incluindo parte da antiga Lusitânia e da Bética romana. O romance galaico-português nasce do latim falado, trazido pelos soldados romanos, colonos e magistrados. O contato com o latim vulgar fez com que, após um período de bilinguismo, as línguas locais desaparecessem, levando ao aparecimento de novos dialetos. Assume-se que a língua iniciou o seu processo de diferenciação das outras línguas ibéricas através do contato das diferentes línguas nativas locais com o latim vulgar, o que levou ao possível desenvolvimento de diversos traços individuais ainda no período romano.
A língua iniciou a segunda fase do seu processo de diferenciação das outras línguas românicas depois da queda do Império Romano, durante a época das invasões bárbaras no século V, quando surgiram as primeiras alterações fonéticas documentadas que se reflectiram no léxico. Começou a ser usada em documentos escritos ao longo do século IX e, no século XV, tornara-se numa língua amadurecida, com uma literatura bastante rica. Chegando à Península Ibérica em 218 a.C., os romanos trouxeram com eles o latim vulgar, de que todas as línguas românicas (também conhecidas como "línguas novilatinas" ou "neolatinas") descendem. Só no fim do século I a.C., os povos que viviam a sul da Lusitânia pré-romana, os cónios e os celtas, começam o seu processo de romanização. As línguas paleo-ibéricas, como a língua lusitana ou a sul-lusitana são substituídas pelo latim.
A partir de 409 d.C., enquanto o Império Romano entrava em colapso, a Península Ibérica foi invadida por povos de origem germânica e iraniana ou eslava (suevos, vândalos, búrios, alanos, visigodos), conhecidos pelos romanos como bárbaros, que receberam terras como federados. Os bárbaros (principalmente os suevos e os visigodos) absorveram em grande escala a cultura e a língua da Península; contudo, desde que as escolas e a administração romana fecharam, a Europa entrou na Idade Média e as comunidades ficaram isoladas, o latim popular continuou a evoluir de forma diferenciada, levando à formação de um proto-ibero-romance "lusitano" (ou proto-galego-português).

### Influência árabe, Reconquista e Império Português

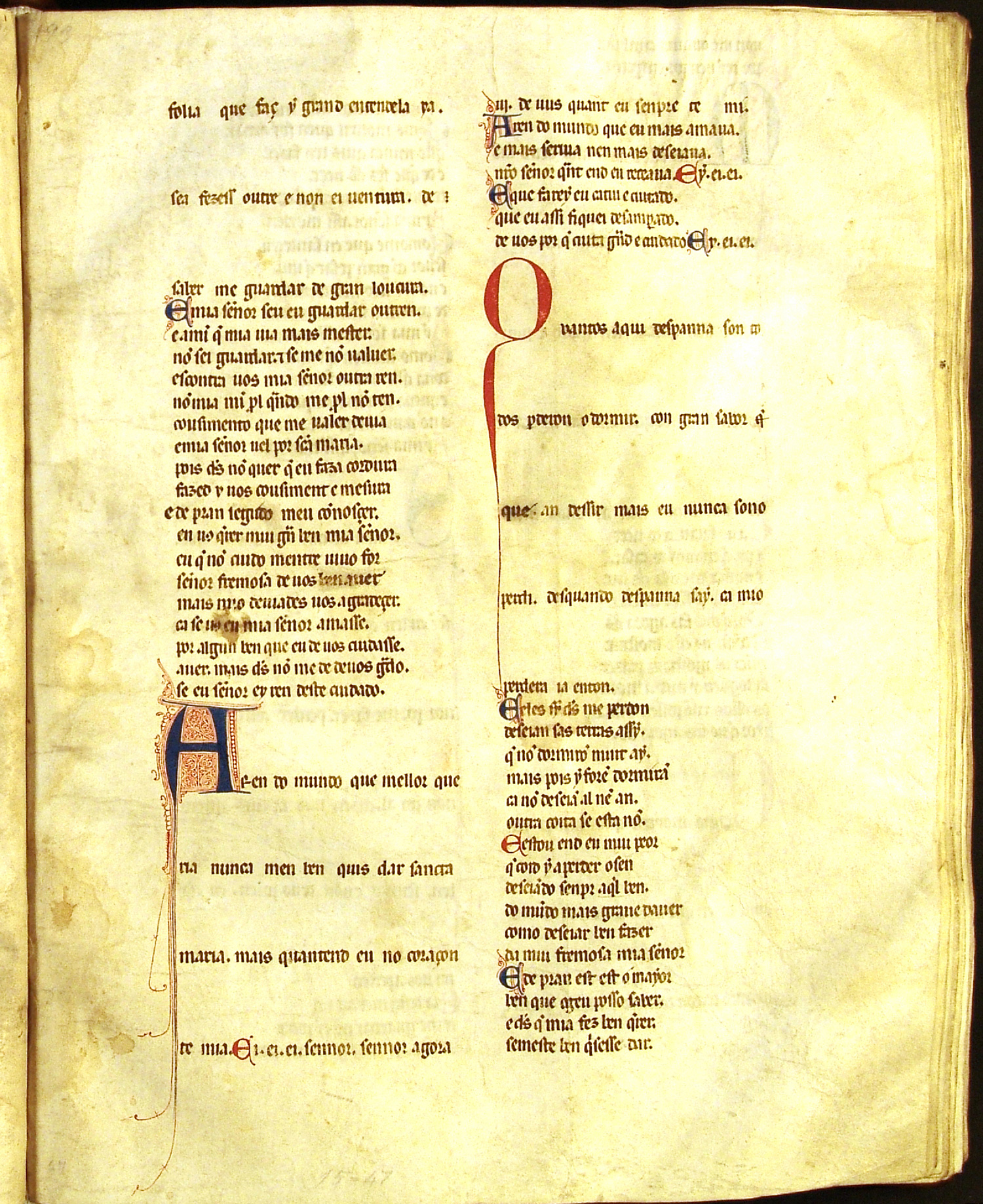
Cancioneiro da Ajuda, coleção de poesias escritas em galego-português datada do final do século XIII, influenciadas pela lírica occitana

Desde 711, com a invasão islâmica da Península, que também introduziu um pequeno contingente de saqalibas, o árabe tornou-se a língua de administração das áreas conquistadas. Contudo, a população continuou a usar as suas falas românicas, o moçárabe nas áreas sob o domínio mouro, de tal forma que, quando os mouros foram expulsos, a influência que exerceram na língua foi relativamente pequena. O seu efeito principal foi no léxico, com a introdução de cerca de oitocentas palavras através do moçárabe-lusitano.
Em 1297, com a conclusão da reconquista, o rei D. Dinis I prossegue políticas em matéria de legislação e centralização do poder, adoptando o português como língua oficial em Portugal. O idioma se espalhou pelo mundo nos séculos XV e XVI, quando Portugal estabeleceu um império colonial e comercial (1415-1999) que se estendeu do Brasil, na América, a Goa (Índia), Macau (na China) e Timor-Leste, na Ásia. Foi utilizada como língua franca exclusiva na ilha do Sri Lanka por quase 350 anos. Durante esse tempo, muitas línguas crioulas baseadas no português também apareceram em todo o mundo, especialmente na África, na Ásia e no Caribe.

## Distribuição geográfica

### Idioma oficial
Percentagem de falantes de português por país no mundo:
O português é a língua da maioria da população de Portugal, Brasil, São Tomé e Príncipe (98,4%) e, de acordo com o censo de 2014, é a língua habitual de 71,15% da população de Angola. Entretanto, cerca de 85% dos angolanos são capazes de falar português, segundo o Instituto Nacional de Estatística. Apesar de apenas 10,7% da população de Moçambique ser de falantes nativos do português, o idioma é falado por cerca de 50,4% dos moçambicanos, de acordo com o censo de 2007. A língua também é falada por cerca de 15% da população da Guiné-Bissau, e por cerca de 25% da população de Timor-Leste. Não existem dados disponíveis relativos a Cabo Verde, mas quase toda a população é bilíngue, sendo os cabo-verdianos monolíngues falantes do crioulo cabo-verdiano. Em Macau, apenas 0,7% da população usa o português como língua nativa e cerca de 4% dos macaenses falam esse idioma.
A Comunidade dos Países de Língua Portuguesa (sigla CPLP) consiste em nove países independentes que têm o português como língua oficial: Angola, Brasil, Cabo Verde, Timor-Leste, Guiné-Bissau, Guiné Equatorial, Moçambique, Portugal e São Tomé e Príncipe. A Guiné Equatorial fez um pedido formal de adesão plena à CPLP em junho de 2010, o que somente é concedido a países que têm o português como idioma oficial. Em 2011, o português foi incluído como sua terceira língua oficial (ao lado do espanhol e do francês) e, em julho de 2014, o país foi aceito como membro da CPLP.
O português é também uma das línguas oficiais da região administrativa especial chinesa de Macau (ao lado do chinês) e de várias organizações internacionais como o Mercosul, a Organização dos Estados Ibero-Americanos, a União de Nações Sul-Americanas, a Organização dos Estados Americanos, a União Africana e da União Europeia.

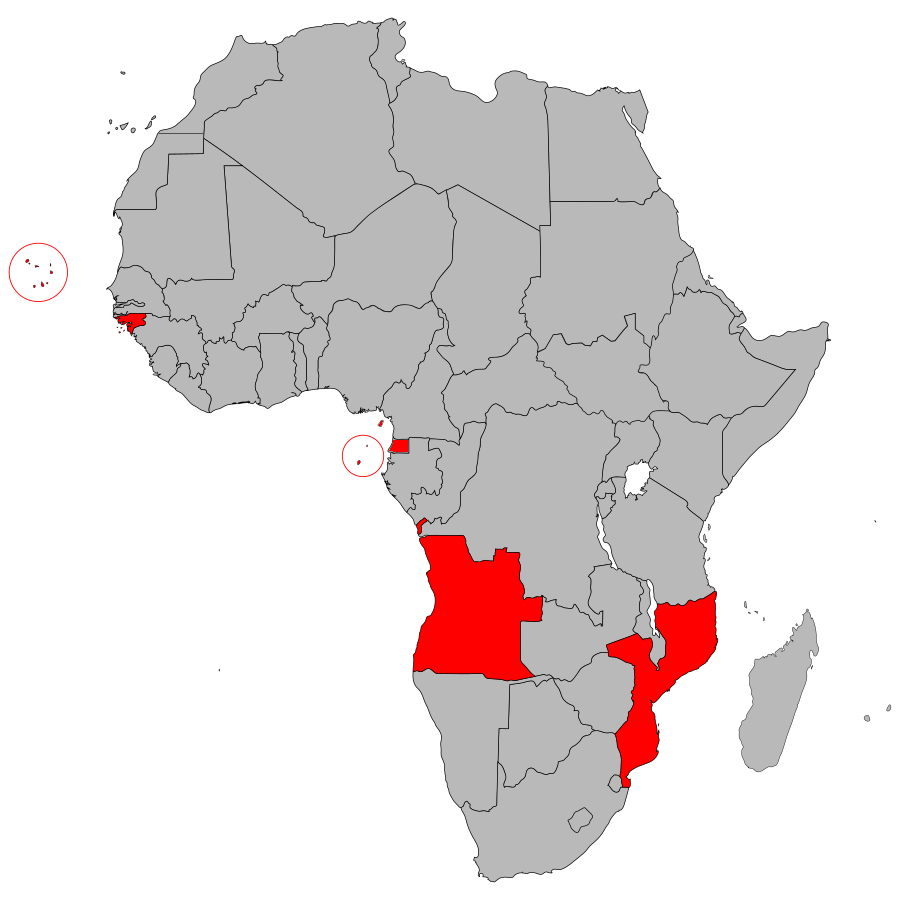
Mapa dos Países Africanos de Língua Oficial Portuguesa (PALOP)

Poderá acrescentar-se a esse número a imensa diáspora de cidadãos de nações lusófonas espalhada pelo mundo, estimando-se que ascenda aos 10 milhões (4,5 milhões de portugueses, 3 milhões de brasileiros, meio milhão de cabo-verdianos, etc.) mas sobre a qual é difícil obter números reais oficiais, incluindo-se nisso a obtenção de dados porcentuais dessa diáspora que fala efetivamente a língua de Camões, uma vez que uma porção significativa será de cidadãos de países lusófonos nascidos fora de território lusófono descendentes de imigrantes, os quais não necessariamente falam o português. É necessário ter-se igualmente em conta que boa parte das diásporas nacionais já se encontra contabilizada nas populações dos países lusófonos, como por exemplo o grande número de cidadãos emigrantes dos Países Africanos de Língua Oficial Portuguesa (PALOPs) e brasileiros em Portugal, ou o grande número de cidadãos emigrantes portugueses no Brasil e nos PALOPs.
A língua portuguesa, segundo dados de 2021, está no cotidiano de quase 293 milhões de pessoas, distribuídos por nove países e uma região administrativa especial. Os países de língua oficial portuguesa com maior população são o Brasil (215,56 milhões), Angola (32,87 milhões), Moçambique (31,26 milhões) e Portugal (10,2 milhões).
| País                | População   | Mais informações                           | Língua nativa majoritária                  | Falado por                                                                  |
| ------------------- | ----------- | ------------------------------------------ | ------------------------------------------ | --------------------------------------------------------------------------- |
| Brasil              | 215 080 756 | Português brasileiro                       | Yes                                        | 95% da população usa como língua nativa                                     |
| Angola              | 36 684 202  | Português angolano                         | Não                                        | 40% da população usa como língua nativa, 71% usa no total                   |
| Moçambique          | 33 897 354  | Português moçambicano                      | Não                                        | Aproximadamente 17% da população usa como língua nativa, 58,1% usa no total |
| Portugal            | 10 467 366  | Português europeu                          | Yes                                        | 95% da população usa como língua nativa                                     |
| Guiné-Bissau        | 2 150 842   | Português guineense                        | Não                                        | 0,3% da população usa como língua nativa, 20% usa no total                  |
| Guiné Equatorial2   | 1 714 671   | Português guinéu-equatoriano               | Não                                        | Pequena minoria usa como segunda língua                                     |
| Timor-Leste         | 1 360 596   | Português timorense                        | Não                                        | 0,1% da população usa como língua nativa; 5% no total                       |
| Macau1              | 704 149     | Português macaense                         | Não                                        | 0,5% da população usa como língua nativa, 3% no total                       |
| Cabo Verde          | 598 682     | Português cabo-verdiano                    | Não                                        | 2% da população usa como língua nativa, 48% no total                        |
| São Tomé e Príncipe | 231 856     | Português são-tomense                      | Yes                                        | 65% da população usa como língua nativa, 99% total                          |
| Total               | 290 890 474 | Comunidade dos Países de Língua Portuguesa | Comunidade dos Países de Língua Portuguesa | Comunidade dos Países de Língua Portuguesa                                  |

1. Macau é uma das duas Regiões Administrativas Especiais autônomas da República Popular da China (sendo a outra anglófona Hong Kong, uma antiga colônia britânica).
2. Guiné Equatorial adotou o português como uma das suas línguas oficiais em 2007, sendo admitida na CPLP em 2014. O uso da língua portuguesa neste país é limitado.

### Visibilidade
Existe um número crescente de pessoas que falam português, nos média e na Internet, que estão apresentando tal situação à Comunidade dos Países de Língua Portuguesa (CPLP) e outras organizações para a realização de um debate na comunidade lusófona, com o objetivo de apresentar uma petição para tornar o português uma das línguas oficiais da Organização das Nações Unidas (ONU). Em outubro de 2005, durante a convenção internacional do Elos Clube Internacional da Comunidade Lusíada, realizada em Tavira (Portugal), uma petição cujo texto pode ser encontrado na Internet com o título "Petição para tornar o idioma português oficial na ONU" foi redigida e aprovada por unanimidade. Rômulo Alexandre Soares, presidente da Câmara Brasil - Portugal, destaca que o posicionamento do Brasil no cenário internacional como uma das potências emergentes do século XXI, pelo tamanho de sua população, e a presença da sua variante do português em todo o mundo, fornece uma justificação legítima para a petição enviada à ONU, e assim tornar o português uma das línguas oficiais da organização. Esta é actualmente uma das causas do Movimento Internacional Lusófono.
Em África, o português é língua oficial em Cabo Verde, São Tomé e Príncipe, Guiné-Bissau, Moçambique e Angola. Finalmente, na Ásia, encontra-se Timor-Leste uma nação lusófona.
Em março de 1994 foi fundado o Bosque de Portugal, na cidade sul-brasileira de Curitiba; o parque abriga o Memorial da Língua Portuguesa, que homenageia os imigrantes portugueses e os países que adotam a língua portuguesa; originalmente eram sete as nações que estavam representadas em pilares, mas com a independência de Timor-Leste, este também foi homenageado com um pilar construído em 2007. Em março de 2006, fundou-se em São Paulo o Museu da Língua Portuguesa.
Segundo estimativas da UNESCO, o português é a língua de origem europeia que mais cresce depois do inglês e do espanhol e a que tem, segundo o jornal The Portugal News que publica dados fornecidos pela UNESCO, o maior potencial de crescimento como língua internacional na África Austral e na América do Sul. Prevê-se que a população lusófona atinja 318 milhões de habitantes em 2050, sendo 83 milhões só em África, o que manterá a presença do português entre os cinco idiomas mais falados de forma nativa em todo o mundo. Já para o fim do século 21, de acordo o Instituto Camões, a previsão é para que haja mais de 500 milhões de lusófonos. Nesse período, a América do Sul já terá deixado de ser a região com a maior população de falantes do idioma, baseando-se principalmente nas tendências demográficas, posto que passará a ser ocupado pela África.

### Língua estrangeira
O ensino obrigatório do português nos currículos escolares é observado no Uruguai e na Argentina. Outros países onde o português é ensinado em escolas, ou onde seu ensino está sendo introduzido agora, incluem Venezuela, Zâmbia, República do Congo, Senegal, Namíbia, Essuatíni, Costa do Marfim e África do Sul.
Há também significativas comunidades de imigrantes falantes do português em muitos países como África do Sul, Andorra (18,6%), Austrália, Bermudas, Canadá (0,87% ou 274 670 pessoas segundo o censo de 2006, mas entre 400 mil e 500 mil de acordo com Nancy Gomes), Curaçau, França, Guernsey (2%), Japão, Jersey (4,6%), Luxemburgo (15,7%), Namíbia (5%), Paraguai (10,7% ou 636 mil pessoas), Suíça (3,7%), Venezuela (1 a 2% ou 254 mil a 480 mil pessoas), Uruguai (15%) e nos Estados Unidos (0,24% da população ou 687 126 falantes de acordo com o American Community Survey de 2007), principalmente em Nova Jersey, Nova York e Rhode Island.
Em algumas partes do que era a Índia Portuguesa, como Goa e Damão e Diu, o português ainda é falado, embora esteja em vias de desaparecimento. Desde 1991, quando o Brasil assinou no mercado econômico do Mercosul com outros países sul-americanos, como Argentina, Uruguai e Paraguai, tem havido um aumento no interesse pelo estudo do português nas nações da América do Sul. O peso demográfico do Brasil no continente continuará a reforçar a presença do idioma na região. Embora no início do século XXI, depois de Macau ter sido cedida à China, o uso de português estivesse em declínio na Ásia, está novamente se tornando uma língua relativamente popular por lá, principalmente por causa do aumento dos laços diplomáticos e financeiros chineses com os países de língua portuguesa.
Na plataforma Duolingo, o português foi a décima língua mais estudada no mundo em 2023. De acordo com o seu relatório, a plataforma informou que a popularidade do idioma cresceu, conseguindo desbancar o russo, e tornando-se a segunda língua mais popular em 4 países depois do inglês; Bolívia, Venezuela, Paraguai e Uruguai. Os dois últimos são os que demonstram o maior interesse, com cerca de 1 em cada 5 paraguaios e uruguaios estudando português.
| País               | População (est. de julho de 2017) | Mais informações           | Ensino obrigatório | Falado por                               |
| ------------------ | --------------------------------- | -------------------------- | ------------------ | ---------------------------------------- |
| Uruguai            | 3 444 006                         | Português no Uruguai       | Yes                | Minoria significativa como língua nativa |
| Argentina          | 43 847 430                        | Português na Argentina     | Yes                | Minoria como segunda língua              |
| Paraguai           | 7 052 984                         | Português no Paraguai      | Não                | Minoria significativa como língua nativa |
| Venezuela          | 31 568 179                        | Português na Venezuela     | Yes                | Minoria como segunda língua              |
| África do Sul      | 57 725 600                        | Português na África do Sul | Não                | Pequena minoria como segunda língua      |
| Namíbia            | 2 606 971                         | Português na Namíbia       | Não                | Pequena minoria como segunda língua      |
| República do Congo | 5 125 821                         | Português no Congo         | Não                | Pequena minoria como segunda língua      |
| Zâmbia             | 16 591 390                        | Português na Zâmbia        | Não                | Pequena minoria como segunda língua      |
| Senegal            | 15 411 614                        | Português no Senegal       | Não                | Pequena minoria como segunda língua      |
| Essuatíni          | 1 343 098                         | Português em Essuatíni     | Não                | Pequena minoria como segunda língua      |

## Características

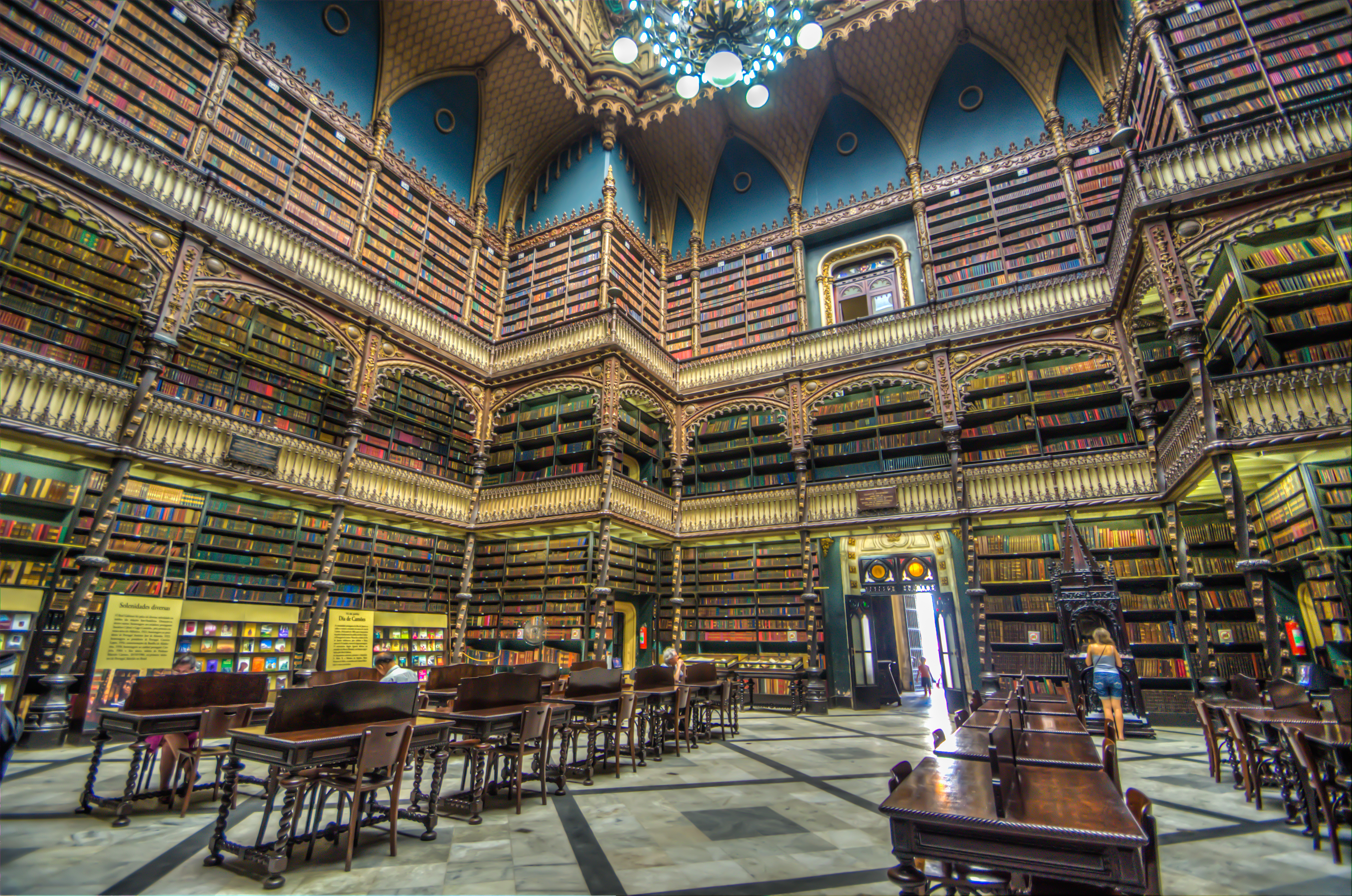
Interior do Real Gabinete Português de Leitura, fundado em 1837 no Rio de Janeiro.

O português é uma língua indo-europeia, do grupo das línguas românicas (ou latinas), as quais descendem do latim, pertencente ao ramo itálico da família indo-europeia. Comparado com as outras línguas da Península Ibérica, excluindo o galego e o mirandês, considera-se ter maiores parecenças com o sistema vocálico catalão, mas também existem algumas similitudes entre o português e os falares pirenaicos centrais. Como factor decisivo para a evolução do português considera-se frequentemente a influência de um marcado substrato celta. Os fonemas vocálicos nasais estabelecem uma similitude com o ramo galo-românico (especialmente com o francês antigo).
Enquanto os falantes de português têm um nível notável de compreensão do castelhano, os falantes castelhanos têm, em geral, maior dificuldade de entendimento. Isto acontece porque o português, apesar de ter sons em comum com o castelhano, também tem sons particulares. No português, por exemplo, há vogais e ditongos nasais (provavelmente herança das línguas célticas).
Há muitas línguas de contato derivadas do ou influenciadas pelo português, como por exemplo o patuá macaense de Macau. No Brasil, destacam-se o lanc-patuá (derivado do francês), os vários dialetos quilombolas, como o cupópia do Quilombo Cafundó (de Salto de Pirapora, no estado brasileiro de São Paulo) e ainda o talian (uma mescla de português com italiano).

### Dialetos
Assim como os outros idiomas, o português sofreu uma evolução histórica, sendo influenciado por vários idiomas e dialetos, até chegar ao estágio conhecido atualmente. Deve-se considerar, porém, que o português de hoje compreende vários dialetos e subdialetos, falares e subfalares, muitas vezes bastante distintos, além de dois padrões reconhecidos internacionalmente (o português brasileiro e o português europeu). No momento atual, o português é a única língua do mundo ocidental falada por mais de cem milhões de pessoas com duas ortografias oficiais (é notado que a língua inglesa tem diferenças de ortografia pontuais mas não ortografias oficiais divergentes). Esta situação deve ser resolvida pelo Acordo Ortográfico de 1990.
Foi, entretanto, concluído pela Professora Maria Regina Rocha, que através das regras do Acordo Ortográfico de 1990, foram unificados 569 vocábulos, 2 691 palavras que apresentavam diferenças entre as ortografias portuguesa/africana/asiática e brasileira assim se mantiveram após a reforma ortográfica, 1 235 passaram a ter uma grafia diferente e, assim, 3 926 vocábulos ficam com diferenças gráficas entre ambos os lados do Atlântico.
A língua portuguesa tem grande variedade de dialectos, muitos deles com uma acentuada diferença lexical em relação ao português padrão seja no Brasil ou em Portugal. Tais diferenças, entretanto, não prejudicam muito a inteligibilidade entre os locutores de diferentes dialectos.
Os primeiros estudos sobre os dialectos do português europeu começaram a ser registados por Leite de Vasconcelos no começo do século XX. Mesmo assim, todos os aspectos e sons de todos os dialectos de Portugal podem ser encontrados nalgum dialecto no Brasil. O português africano, em especial o português são-tomense, tem muitas semelhanças com o português do Brasil. Ao mesmo tempo, os dialetos do sul de Portugal (chamados "meridionais") apresentam muitas semelhanças com o falar brasileiro, especialmente, o uso intensivo do gerúndio (e. g. falando, escrevendo, etc.). Na Europa, os dialectos transmontano e alto-minhoto apresentam muitas semelhanças com o galego. Um dialecto já quase desaparecido é o português oliventino ou português alentejano oliventino, falado em Olivença e em Táliga.
Após a independência das antigas colônias africanas, o português padrão de Portugal tem sido o escolhido pelos países africanos de língua portuguesa. Logo, o português tem apenas dois dialetos de aprendizagem, o europeu e o brasileiro. Note-se que na língua portuguesa europeia há uma variedade prestigiada que deu origem à norma-padrão: a variedade de Lisboa. No Brasil, a maior quantidade de falantes se encontra na região sudeste do país, essa região foi alvo de intensas migrações internas, graças ao seu poder econômico. O Distrito Federal apresenta um destaque devido ao seu dialeto próprio, pelas várias hordas de migração interna. Os dialectos europeus e americanos do português apresentam problemas de inteligibilidade mútua (dentro dos dois países), devido, sobretudo, a diferenças culturais, fonéticas, lexicais. Nenhum pode, no entanto, ser considerado como intrinsecamente melhor ou perfeito.
Algumas comunidades cristãs falantes de português na Índia, Sri Lanka, Malásia e Indonésia preservaram a sua língua mesmo depois de terem ficado isoladas de Portugal. A língua foi muito alterada nessas comunidades e, em muitas, nasceram crioulos de base portuguesa, alguns dos quais ainda persistem, após séculos de isolamento. Também é percebível uma variedade de palavras originadas do português no tétum. Palavras de origem portuguesa entraram no léxico de várias outras línguas, como o japonês, o suaíli, o indonésio e o malaio.

### Léxico
O Dicionário Houaiss da Língua Portuguesa, com cerca de 228 500 entradas, 376 500 acepções, 415 500 sinónimos, 26 400 antónimos e 57 000 palavras arcaicas, é um exemplo da riqueza léxica da língua portuguesa. Segundo um levantamento feito pela Academia Brasileira de Letras, a língua portuguesa tem atualmente cerca de 356 mil unidades lexicais. Essas unidades estão dicionarizadas no Vocabulário Ortográfico da Língua Portuguesa.

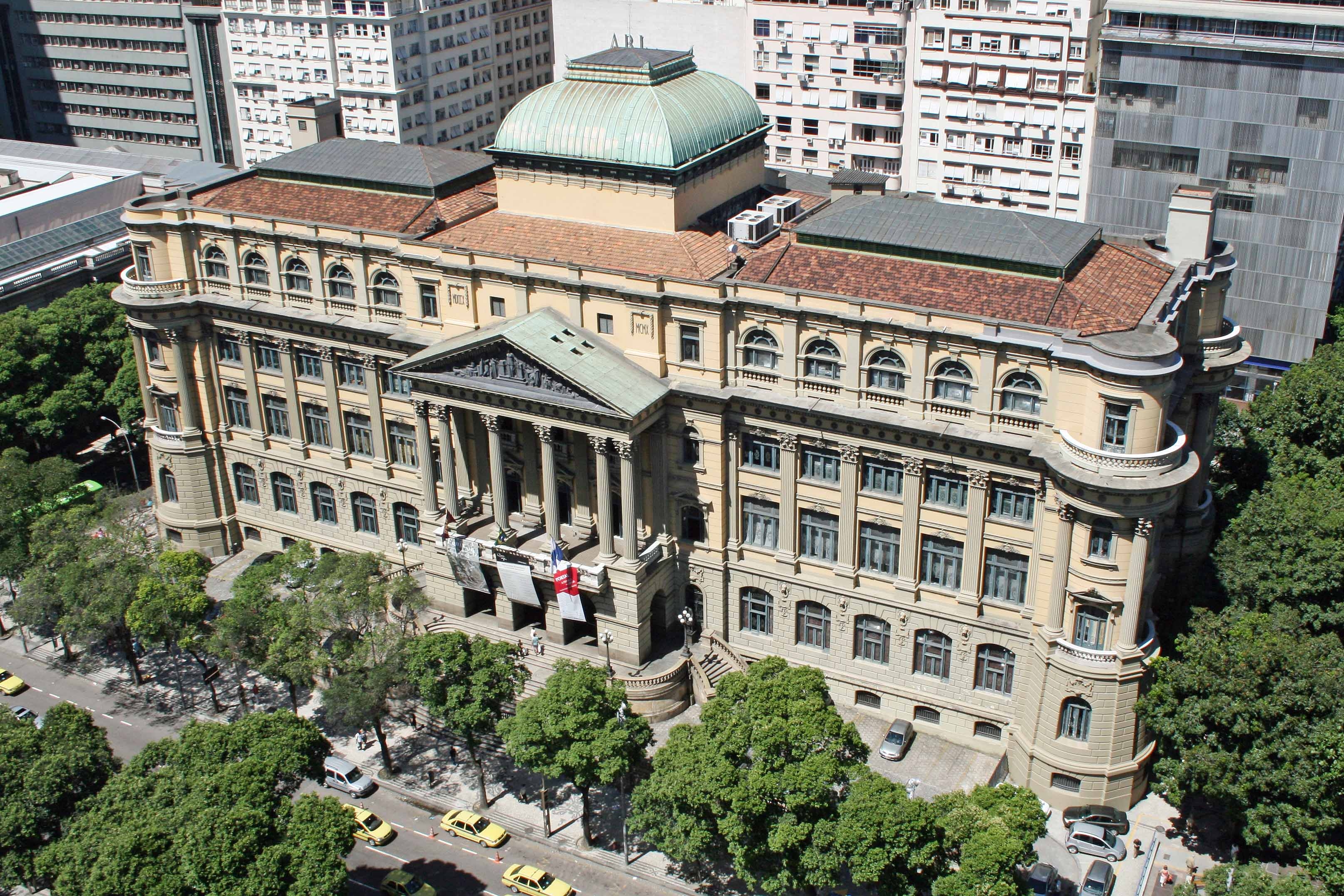
Biblioteca Nacional do Brasil, no Rio de Janeiro, a maior da América Latina.

Uma parte fundamental do léxico do português é derivado do latim, já que o português é uma língua românica, assim grande parte do vocabulário central e das palavras comumente usadas no dia a dia são de origem latina. Além do latim, diversas palavras são compostas a partir de radicais gregos, sendo chamados de compostos eruditos (palavras como "arqueologia", "cronômetro", "micróbio", "biologia", "antropologia", "zoológico", etc.). No entanto, por causa da origem celtibera dos habitantes pré-romanos de Portugal, além das migrações dos povos germânicos, como também a ocupação moura da Península Ibérica durante a Idade Média e levando-se em conta a participação de Portugal na Era dos Descobrimentos, o idioma adotou palavras de todo o mundo. No século XIII, por exemplo, o léxico do português tinha cerca de 80% das suas palavras com origem latina e 20% com origem pré-romana, celta, germânica e árabe. Atualmente, a língua portuguesa ostenta no seu vocabulário termos provenientes de diferentes idiomas como o  inglês, o neerlandês, o alemão, o russo, o hebraico, o persa, o chinês, o turco, o japonês, o quíchua, o tupi, o quicongo, o quimbundo, o umbundo, além de idiomas bem mais próximos, como o provençal, o francês, o espanhol e o italiano.
A maioria das palavras em português que podem ter sua origem rastreada até aos habitantes pré-romanos de Portugal, que incluíam os iberos, galaicos, lusitanos, célticos, túrdulos velhos, cónios e outros, é de origem celta, existindo muito pouco léxico ibérico. No século V, a Península Ibérica (a Hispânia romana) foi conquistada pelos germânicos suevos e visigodos. Esses povos contribuíram com algumas palavras ao léxico português, principalmente nas relacionadas à guerra. Entre os séculos IX e XIII, o português adquiriu cerca de 800 palavras do árabe, devido a influência moura na Iberia. No século XV, as explorações marítimas portuguesas levaram à introdução de estrangeirismos de muitas das línguas asiáticas. Do século XVI ao XIX, por causa do papel de Portugal como intermediário no comércio de escravos no Atlântico e o estabelecimento de grandes colónias portuguesas em Angola, Moçambique e Brasil, o português sofreu várias influências de idiomas africanos e ameríndios.

### Ortografia
A língua portuguesa tem duas variantes reconhecidas internacionalmente, faladas em Portugal e nos restantes países do mundo lusófono à exceção do Brasil; e no Brasil. Empregado por cerca de 85% dos falantes do português, a variante brasileira é hoje a mais falada, escrita, lida e estudada do mundo. É, ademais, amplamente estudado nos países da América do Sul, devido à grande importância econômica do Brasil no Mercosul. As diferenças entre as variedades do português da Europa e do Brasil estão no vocabulário, na pronúncia e na sintaxe, especialmente nas variedades vernáculas, enquanto nos textos formais essas diferenças diminuem bastante. As diferenças não são maiores que entre o inglês dos Estados Unidos e do Reino Unido ou o francês da França e de Québec.
Ambas as variedades são, sem dúvida, dialectos da mesma língua e os falantes de ambas as variedades podem entender-se apenas com pequenas dificuldades pontuais. Essas diferenças entre as variantes são comuns a todas as línguas naturais, ocorrendo em maior ou menor grau, dependendo do caso. Com um oceano entre Brasil e Portugal, e ao longo de quinhentos anos, a língua evoluiu de maneira diferente em ambos os países, dando origem a duas variantes de linguagem simplesmente diferentes, não existindo uma norma que seja mais correta. É importante salientar que incluído no que se convencionou chamar português do Brasil e português europeu há um grande número de variações regionais.
Um dos traços mais importantes do português brasileiro é o seu conservadorismo em relação à variante europeia, sobretudo no aspecto fonético. Um português do século XVI mais facilmente reconheceria a fala de um brasileiro do século XX como sua do que a fala de um português.
| Europa e África pré-Acordo | acção | acto | contacto | direcção | eléctrico | óptimo | adopção |
| Brasil pré e pós-Acordo    | ação  | ato  | contato  | direção  | elétrico  | ótimo  | adoção  |

Nota: no Brasil mantêm-se quando pronunciadas, como em facção, compactar, intelectual, aptidão, característica etc. Também ocorriam diferenças de acentuação devido a pronúncias diferentes. No Brasil, em palavras como acadêmico, anônimo e bidê usa-se o acento circunflexo por tratar-se de vogais fechadas, enquanto nos restantes países lusófonos estas vogais são abertas: académico, anónimo e bidé respectivamente. Nesses casos, o Acordo Ortográfico de 1990, assinado por todos os países membros da Comunidade de Países de Língua Portuguesa (CPLP), instituiu duplas grafias para o mundo lusófono (Base XI, 3º).

#### Reformas ortográficas

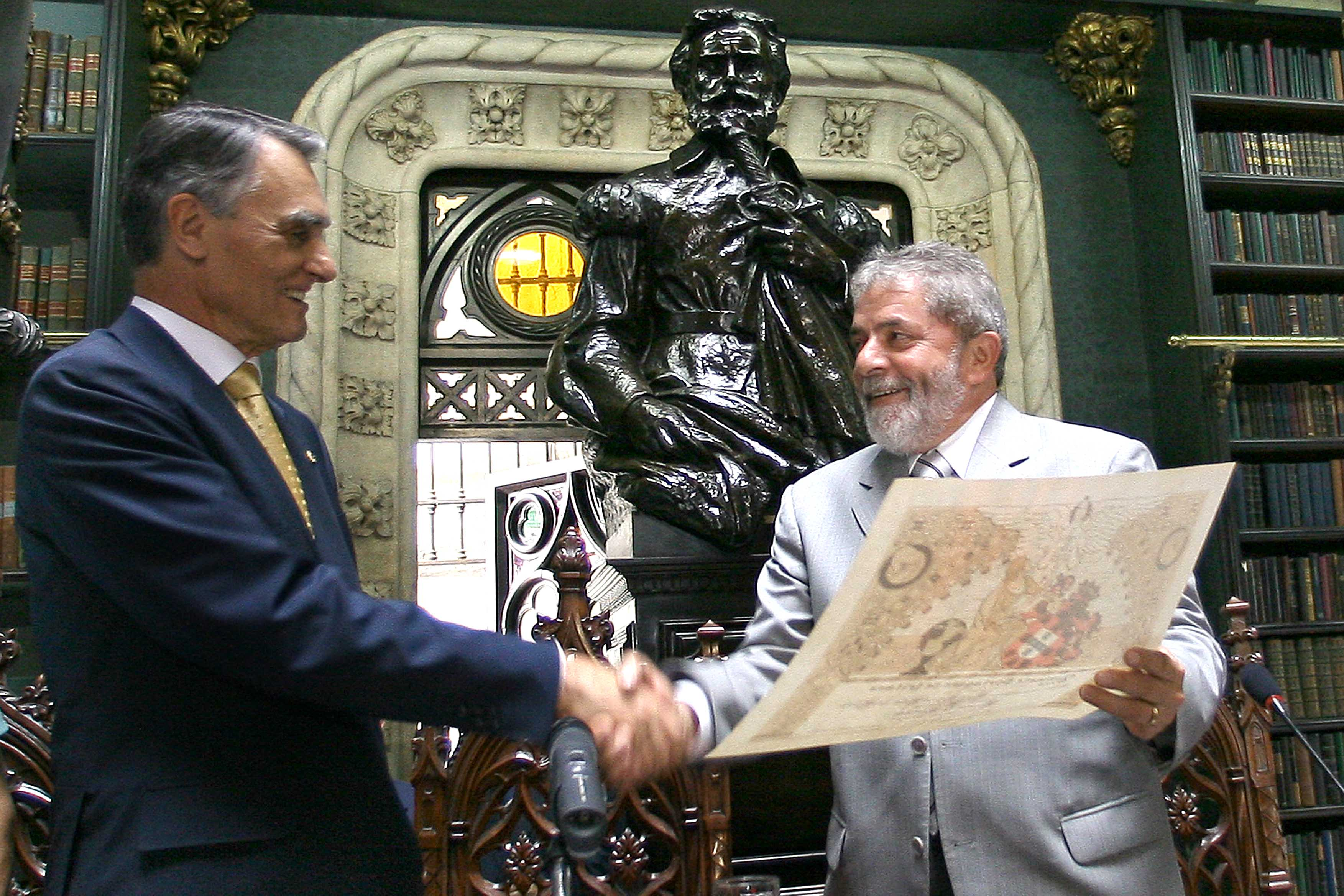
Os então presidentes de Portugal e Brasil, respectivamente, Cavaco Silva e Lula da Silva no Real Gabinete Português de Leitura em 2008

Durante muitos anos, Portugal (até 1975, incluía as suas colónias) e o Brasil tomaram decisões unilateralmente e não chegaram a um acordo comum, legislando sobre a língua.
Existiram pelo menos cinco acordos ortográficos: Acordo Ortográfico de 1911, Acordo Ortográfico de 1943, Acordo Ortográfico de 1945, Acordo Ortográfico de 1971 e o Acordo Ortográfico de 1990. Todos eles estiveram envolvidos em polémicas e divergências entre os países signatários.
Os mais significativos foram o Acordo Ortográfico de 1943 que esteve em vigor apenas no Brasil entre 12 de agosto de 1943 e 31 de dezembro de 2008 (com algumas alterações introduzidas pelo Acordo Ortográfico de 1971) e o Acordo Ortográfico de 1945, em vigor em Portugal e todas as colónias portuguesas da época, desde 8 de dezembro de 1945 até à entrada em vigor do Acordo Ortográfico de 1990, que ainda não entrou em vigor em todos os países signatários.

##### Acordo de 1990
O Acordo Ortográfico de 1990 foi proposto para criar uma norma ortográfica única, de que participaram na altura todos os países de língua oficial portuguesa, e em que esteve presente uma delegação não oficial de observadores da Galiza. Os signatários que ratificaram o acordo original foram Portugal (1991), Brasil (1995), Cabo Verde (1998) e São Tomé e Príncipe (2006).
Em julho de 2004 foi aprovado, em São Tomé e Príncipe, o Segundo Protocolo Modificativo, durante a Cúpula dos Chefes de Estado e de governo da CPLP. O Segundo Protocolo vem permitir que o acordo possa vigorar com a ratificação de apenas três países, sem a necessidade de aguardar que todos os demais membros da CPLP adotem o mesmo procedimento, e contemplava também a adesão de Timor-Leste, que ainda não era independente em 1990. Assim, tendo em vista que o Segundo Protocolo Modificativo foi ratificado pelo Brasil (2004), Cabo Verde (2005) e São Tomé e Príncipe (2006), e que o Acordo passaria automaticamente a vigorar um mês após a terceira ratificação necessária, tecnicamente, o novo Acordo Ortográfico da Língua Portuguesa está em vigor, na ordem jurídica internacional e nos ordenamentos jurídicos dos três Estados acima indicados, desde 1º de Janeiro de 2007.
Depois de muita discussão, no dia 29 de julho de 2008, o parlamento português ratificou o Segundo Protocolo Modificativo, aprovado a 25 de julho do mesmo ano, estabelecendo um prazo de até seis anos para que a reforma ortográfica fosse totalmente implantada. A nova e a antiga ortografia coexistiram em Portugal entre 13 de maio de 2009 e 13 de maio de 2015, data em que o Acordo Ortográfico de 1990 passou a vigorar obrigatoriamente em Portugal.
No Brasil, houve a vigência desde janeiro de 2009, tendo o presidente Luiz Inácio Lula da Silva assinado legislação sobre o acordo no segundo semestre de 2008. Porém, até 2012 as duas ortografias estiveram vigentes.

### Gramática

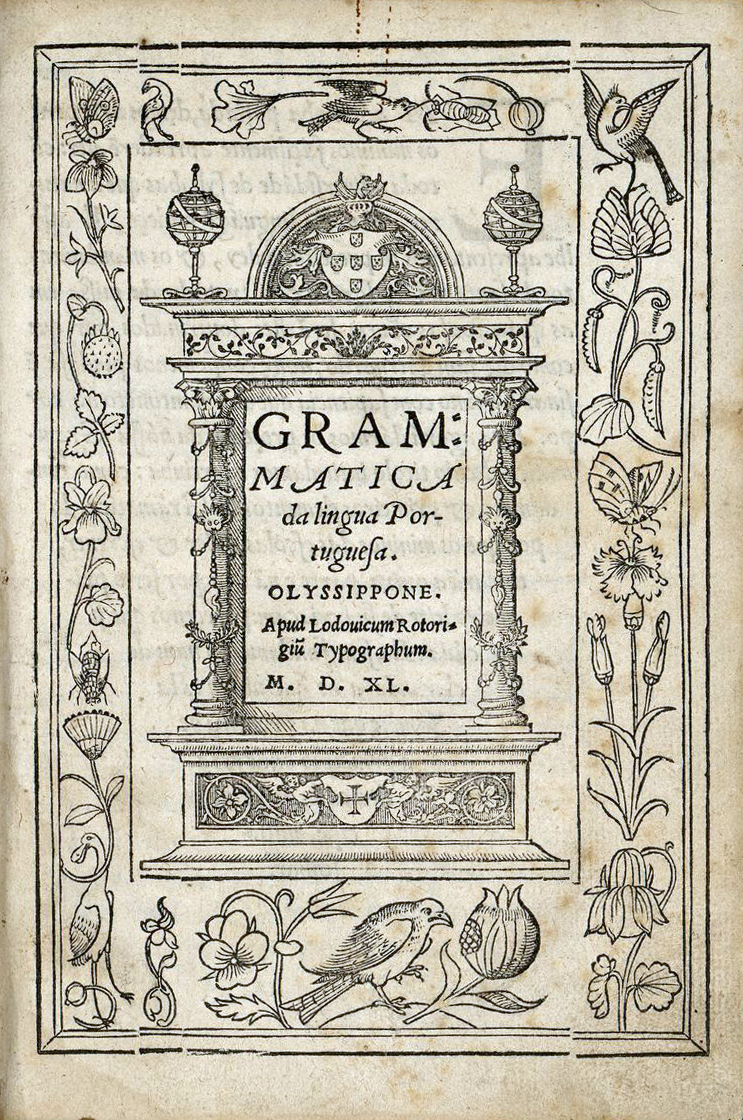
Frontispício da Grammatica da Língua Portuguesa, publicada em 1540.

A gramática, a morfologia e a sintaxe do idioma português é semelhante à gramática das demais línguas românicas, especialmente à do espanhol, língua com a qual compartilha 89% de semelhança lexical, e ainda mais à do galego. O português é um idioma relativamente sintético e flexivo.
Substantivos, adjetivos, pronomes e artigos são moderadamente flexionados: existem dois gêneros (masculino e feminino) e dois números (singular e plural). O caso gramatical da sua língua ancestral, o latim, foi perdido, mas os pronomes pessoais são ainda divididos em três tipos principais de formas: sujeito, objeto do verbo e objeto da preposição. A maioria dos substantivos e adjetivos pode levar muitos sufixos diminutivos ou aumentativos derivacionais e a maioria dos adjetivos podem ter sufixo derivacional "superlativo". Normalmente os adjetivos seguem o substantivo.
Os verbos são altamente flexionados: existem três tempos (passado, presente e futuro), três modos (indicativo, subjuntivo, imperativo), duas vozes (ativa e passiva) e um infinitivo flexionado. Tempos mais que perfeitos e imperfeitos são sintéticos, totalizando 11 paradigmas de conjugação, enquanto todos os tempos progressivos e construções passivas são perifrásticos. Como em outras línguas românicas, existe também uma construção impessoal passiva, onde o agente substituído por um pronome indefinido. O português é basicamente uma língua SVO, embora a sintaxe SOV possa ocorrer com alguns poucos pronomes e a ordem das palavras geralmente não seja tão rígida quanto no inglês, por exemplo. É uma linguagem de sujeito nulo, com uma tendência de queda dos objetos de pronomes, bem como das variedades coloquiais. O português tem dois verbos de ligação.
A língua portuguesa tem várias características gramaticais que a distinguem da maioria das outras línguas românicas, como um pretérito mais-que-perfeito sintético, verbo no futuro do subjuntivo, infinitivo flexionado e um presente perfeito com um sentido iterativo. Um recurso exclusivo do idioma português é a mesóclise, a infixação de pronomes clíticos em algumas formas verbais.

### Fonologia
A língua portuguesa contém alguns sons únicos para falantes de outras línguas, tornando-se, por isso, necessário que estes lhes prestem especial atenção quando os aprendem. O português tem uma das fonologias mais ricas das línguas românicas, com vogais orais e nasais, ditongos nasais e dois ditongos nasais duplos. As vogais semifechadas /e/, /o/ e as vogais semiabertas /ɛ/, /ɔ/ são quatro fonemas separados, ao invés do espanhol, e o contraste entre elas é usado para apofonia. O português europeu também possui duas vogais centrais, uma das quais tende a ser omitida na fala como o e caduc do francês. Há, no português, um máximo de nove vogais orais e 19 consoantes, embora algumas variedades da língua tenham menos fonemas (o português brasileiro é geralmente analisado como tendo sete vogais orais). Há também cinco vogais nasais, que alguns linguistas consideram como alofones das vogais orais, dez ditongos orais e cinco ditongos nasais. No total, o português do Brasil tem 13 fonemas vogais.

#### Vogais
Para as sete vogais do latim vulgar, o português europeu acrescentou duas vogais centrais próximas, uma das quais tende a ser elidida na fala rápida. A carga funcional destas duas vogais adicionais é muito baixa. As vogais altas /e o/ e as vogais baixas /ɛ ɔ/ são quatro fonemas distintos e eles se alternam em várias formas de apofonia. Como o catalão, o português usa qualidade da vogal para contrastar sílabas estressadas com sílabas átonas: vogais isoladas tendem a ser levantadas, e em alguns casos, centralizadas, quando átonas. Ditongos nasais ocorrem principalmente nas extremidades das palavras.

#### Consoantes
|           | Bilabial | Bilabial | Labio- dental | Labio- dental | Dental/ Alveolar | Dental/ Alveolar | Palato- alveolar | Palato- alveolar | Palatal | Palatal | Velar | Velar | Uvular/ Glotal | Uvular/ Glotal |
| --------- | -------- | -------- | ------------- | ------------- | ---------------- | ---------------- | ---------------- | ---------------- | ------- | ------- | ----- | ----- | -------------- | -------------- |
| Nasal     | m        | m        |               |               | n                | n                |                  |                  | ɲ       | ɲ       |       |       |                |                |
| Oclusiva  | p        | b        |               |               | t                | d                |                  |                  |         |         | k     | ɡ     |                |                |
| Fricativa |          |          | f             | v             | s                | z                | ʃ                | ʒ                |         |         | ʁ     | ʁ     | ʁ              | ʁ              |
| Lateral   |          |          |               |               | l                | l                |                  |                  | ʎ       | ʎ       |       |       |                |                |
| Vibrante  |          |          |               |               | ɾ                | ɾ                |                  |                  |         |         |       |       |                |                |

#### Exemplo de pronúncias diferentes
Excerto do épico nacional português Os Lusíadas, de Luís de Camões (I, 33)
| Original                                | IPA (Lisboa)                             | IPA (Rio de Janeiro)                       | IPA (São Paulo)                             | IPA (Recife)                             |
| --------------------------------------- | ---------------------------------------- | ------------------------------------------ | ------------------------------------------- | ---------------------------------------- |
| Sustentava contra ele Vénus bela,       | suʃtẽˈtavɐ ˈkõtɾɐ ˈeɫɨ ˈvɛnuʒ ˈbɛɫɐ      | suʃtẽˈtavɐ ˈkõtɾɐ ˈeli ˈvẽnuʒ ˈbɛlɐ        | sustẽ̞ˈtavɐ ˈkõtɾɐ ˈeli ˈvẽnuz ˈbɛlɐ         | suʃtẽ̞ˈtavɐ ˈkõtɾɐ ˈeli ˈvẽ̞nuʒ ˈbɛlɐ      |
| Afeiçoada à gente Lusitana,             | ɐfɐjˈsuaðɐː ˈʒẽtɨ ɫuziˈtɐnɐ              | afejsuˈadaː ˈʒẽtʃi luziˈtɐ̃nɐ               | afejsuˈadaː ˈʒẽtʃi luziˈtɐ̃nɐ                | afejsuˈadaː ˈʒẽ̞ti luziˈtɐ̃nɐ              |
| Por quantas qualidades via nela         | puɾ ˈkw̃ɐ̃tɐʃ kwɐɫiˈðaðɨʒ ˈviɐ ˈnɛɫɐ       | puʀ ˈkw̃ɐ̃tɐʃ kwaliˈdadʒiʒ ˈviɐ ˈnɛlɐ        | pʊɾ ˈkw̃ɐ̃tɐs kwaliˈdadʒɪz ˈviɐ ˈnɛlɐ         | puh ˈkw̃ɐ̃tɐʃ kwaliˈdadiʒ ˈviɐ ˈnɛlɐ       |
| Da antiga tão amada sua Romana;         | dãˈtiɣɐ ˈtɐ̃w̃ ɐˈmaðɐ ˈsuɐ ʁuˈmɐnɐ         | da ̃ɐˈtʃigɐ ˈtɐ̃w̃w ̃ɐ̃ˈmadɐ ˈsuɐ ʁoˈm̃ɐnɐ       | da ̃ɐˈtʃiɡɐ ˈtɐ̃w̃ ɐ̃ˈmadɐ ˈsuɐ ʁõˈmɐ̃nɐ         | dɐ ɐ̃ˈtigɐ ˈtɐ̃w̃ ɐ̃ˈmadɐ ˈsuɐ hõ̞ˈmɐ̃nɐ       |
| Nos fortes corações, na grande estrela, | nuʃ ˈfɔɾtɨʃ kuɾɐˈsõjʃ nɐ ˈgɾɐ̃dɨ ɨʃˈtɾeɫɐ | nuʃ ˈfɔʁtʃiʃ koɾaˈsõjʃ nɐ ˈgɾɐ̃dʒi iʃˈtɾelɐ | nus ˈfɔɾtʃis koɾaˈsõjs nɐ ˈɡɾɐ̃dʒi isˈtɾelɐ  | nuʃ ˈfɔhtiʃ kɔɾaˈsõjʃ nɐ ˈgɾɐ̃di iʃˈtɾelɐ |
| Que mostraram na terra Tingitana,       | kɨ muʃˈtɾaɾɐ̃w nɐ ˈtɛʁɐ tĩʒiˈtɐnɐ         | ki moʃˈtɾaɾɐ̃w̃ na ˈtɛʁɐ tʃĩʒiˈtɐnɐ          | ki mosˈtɾaɾɐ̃w̃ na ˈtɛʁɐ tʃĩʒiˈtɐ̃nɐ           | ki mɔʃˈtɾaɾɐ̃w na ˈtɛhɐ tĩʒiˈtɐ̃nɐ         |
| E na língua, na qual quando imagina,    | i nɐ ˈɫĩɡwɐ nɐ ˈkwaɫ ˈkwɐ̃du imɐˈʒinɐ     | i na ˈlĩgwɐ na ˈkwaw ˈkw̃ɐ̃du ĩmaˈʒĩnɐ       | i na ˈlĩɡwɐ na ˈkwaw ˈkw̃ɐ̃du ĩmaˈʒinɐ        | i na ˈlĩɡwɐ na ˈkwaw ˈkw̃ɐ̃du imaˈʒinɐ     |
| Com pouca corrupção crê que é a Latina. | kõ ˈpokɐ kuʁupˈsɐ̃w̃ ˈkɾe kɨˈɛ ɐ ɫɐˈtinɐ   | kũ ˈpowkɐ koʁupˈsɐ̃w̃ kɾe ˈki ɛ a laˈtʃĩnɐ   | kũ ˈpokɐ koʁup(i)ˈsɐ̃w̃ ˈkɾe ˈki ɛ a laˈtʃĩnɐ | kũ ˈpokɐ kɔhupˈsɐ̃w̃ ˈkɾe ˈki ɛ a laˈtinɐ  |